# Holbeinpferd

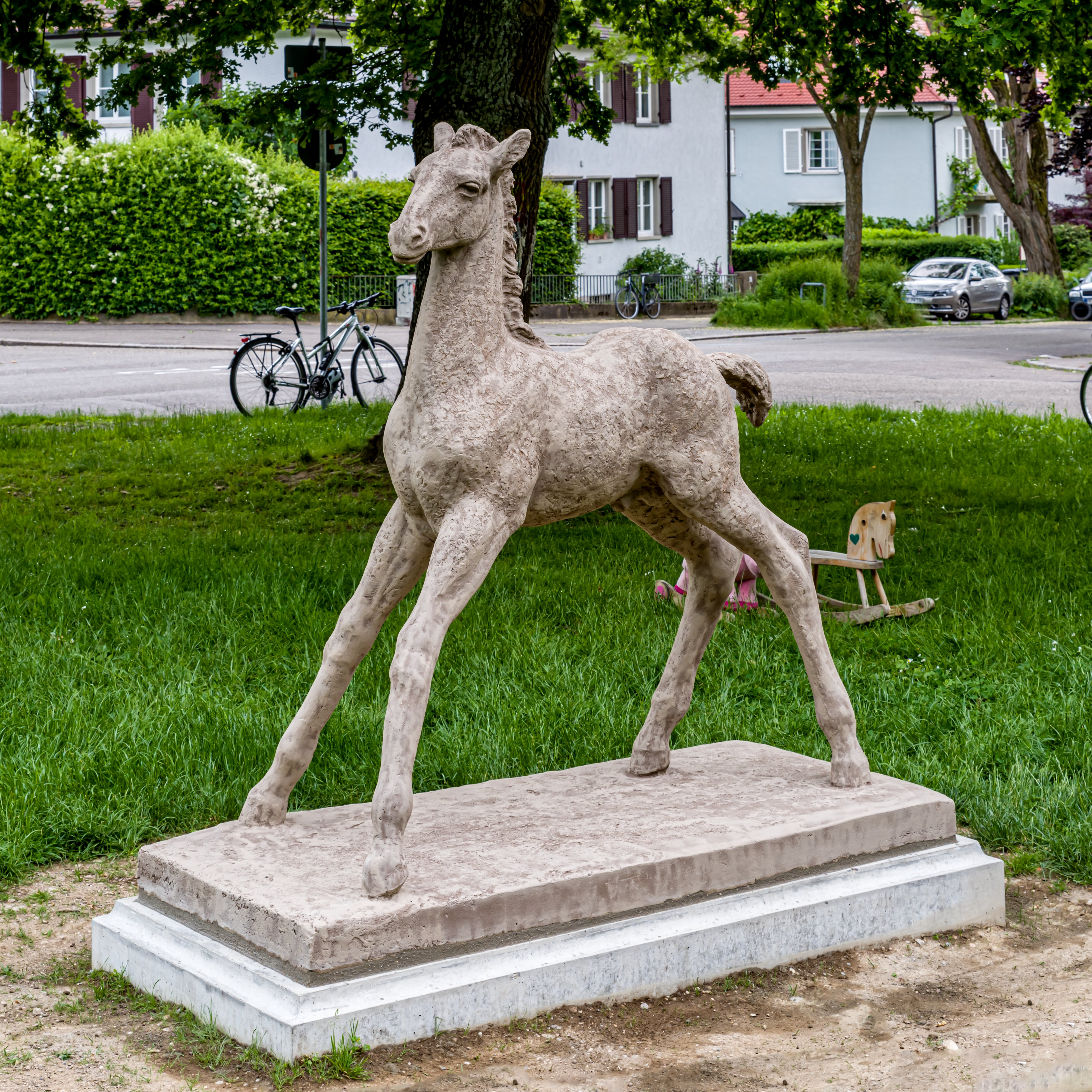
Das Fohlen unmittelbar nach der Restaurierung und Wiederaufstellung am 3. Juni 2019

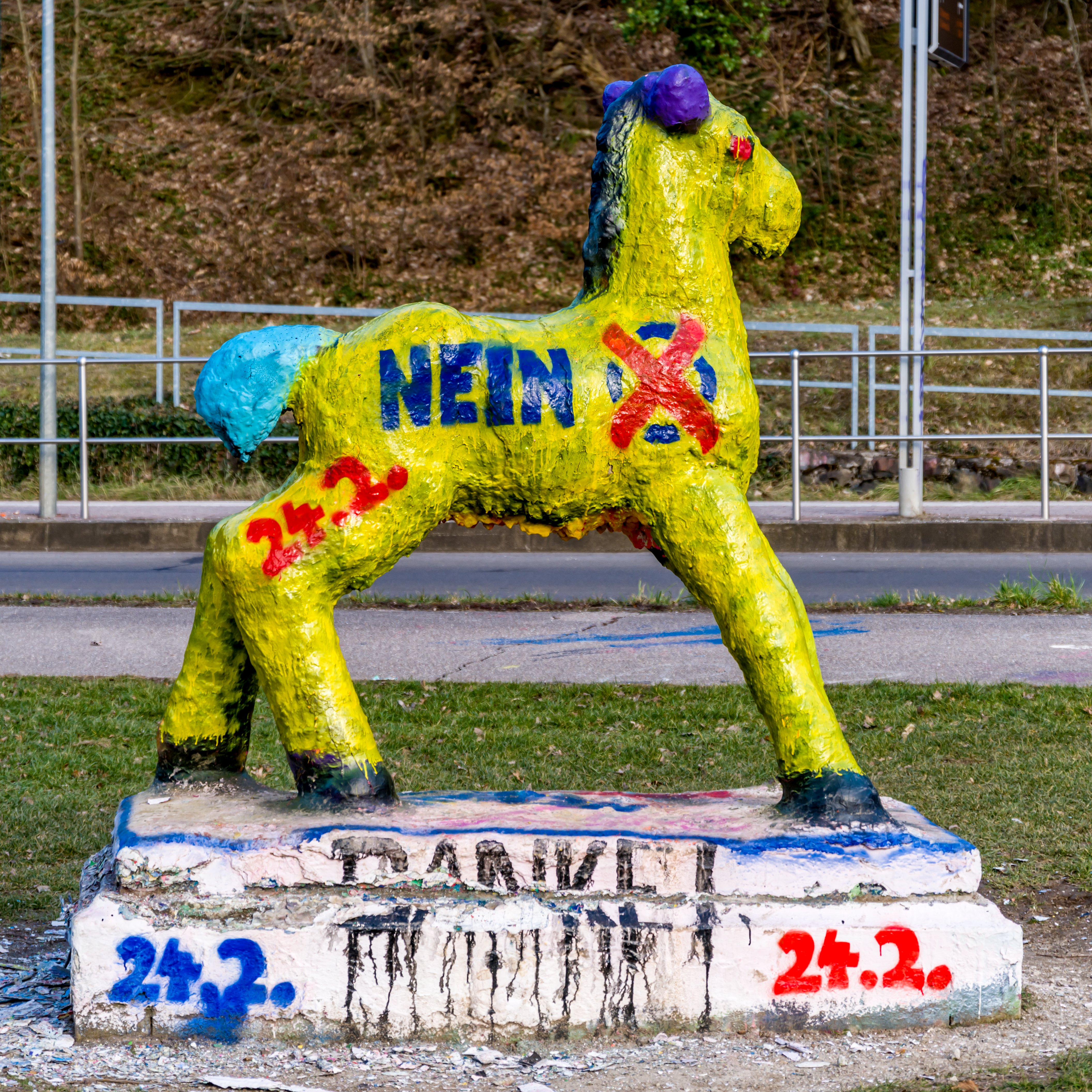
Das Holbeinpferd zum Bürgerentscheid zum neuen Stadtteil Dietenbach am 24. Februar 2019

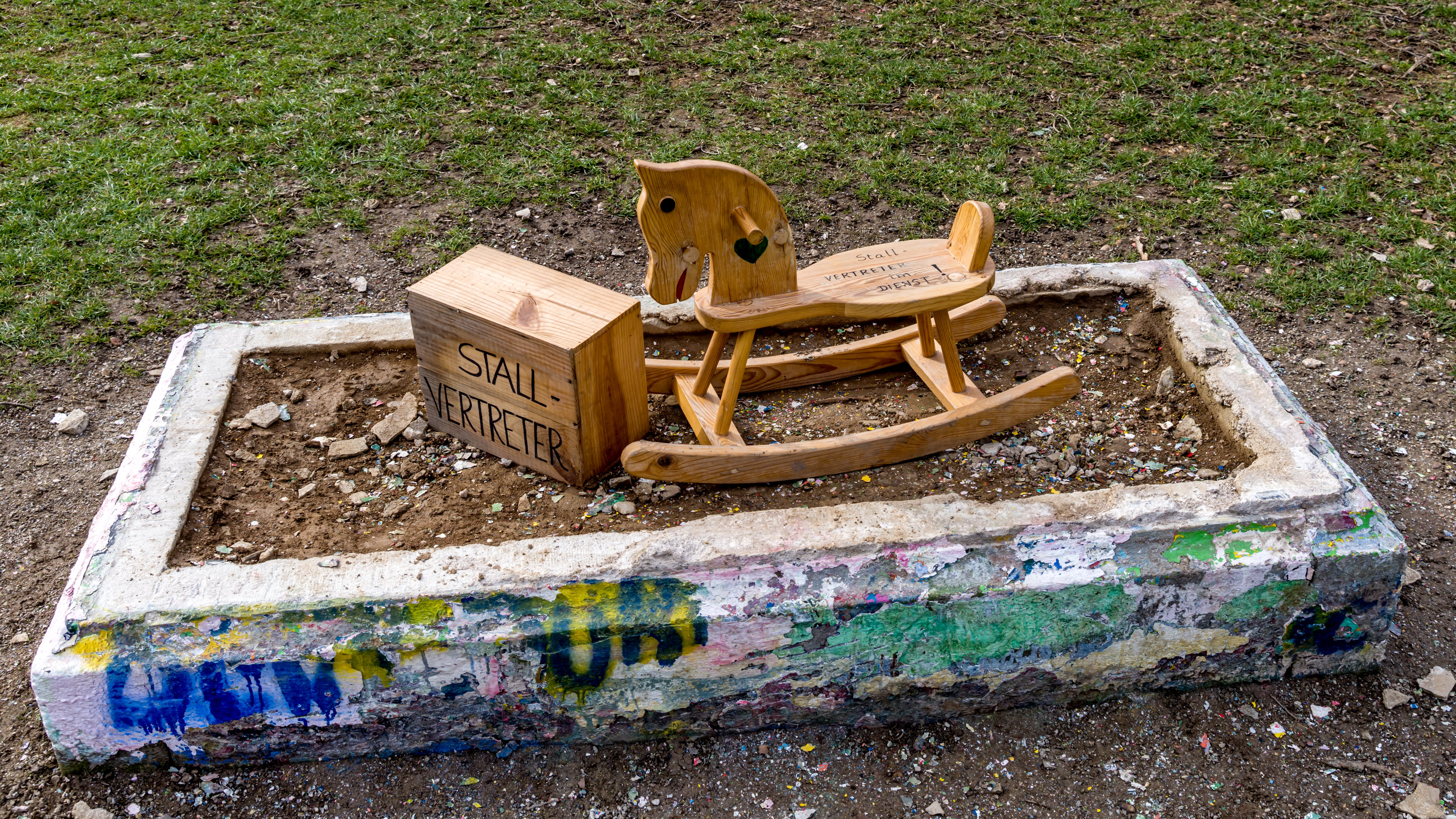
Der Stallvertreter des Pferdles während der Renovierung

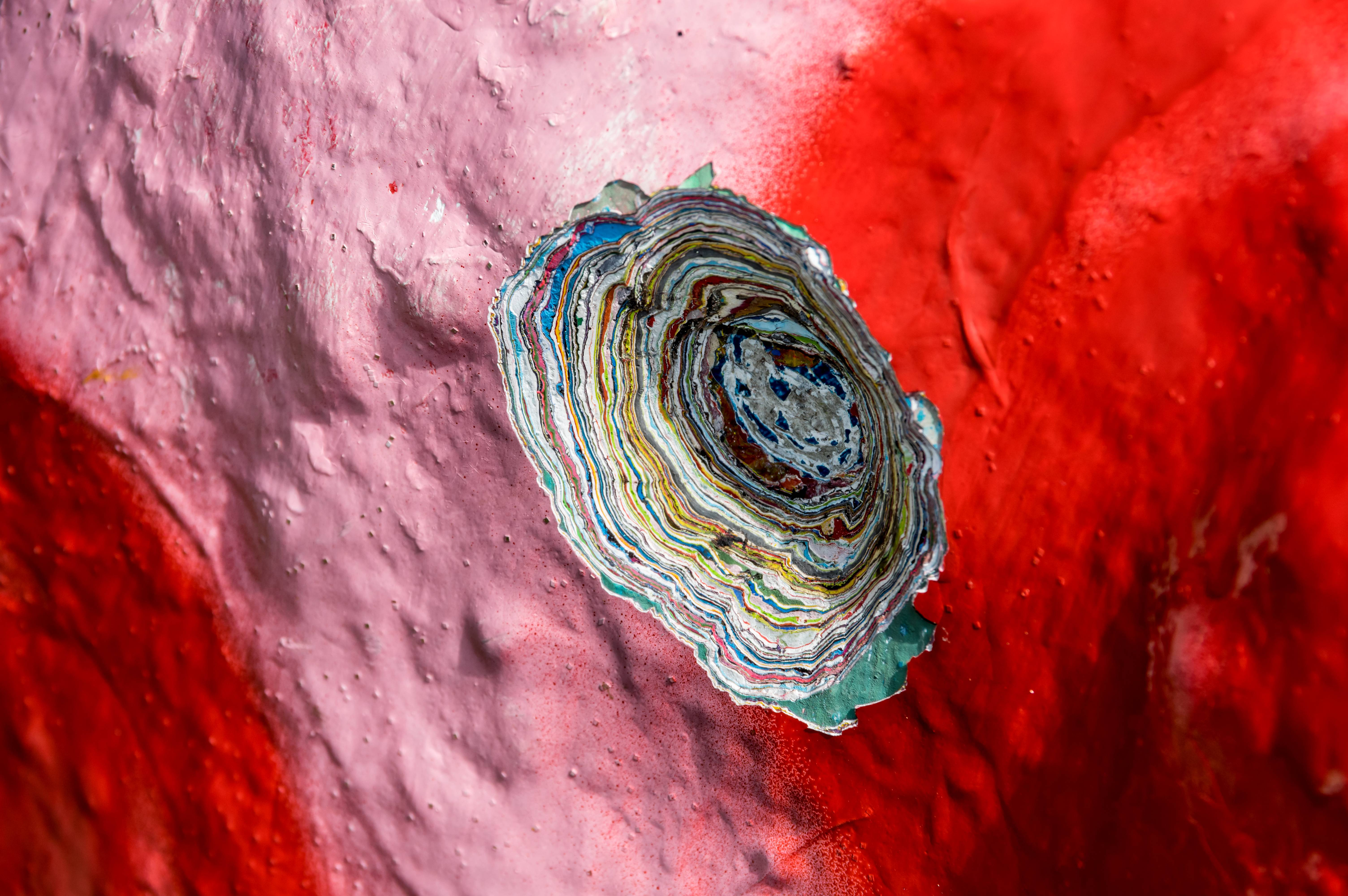
Ein Einblick in die Farbschichten (mehr als 120) auf dem Pferdle (September 2015)

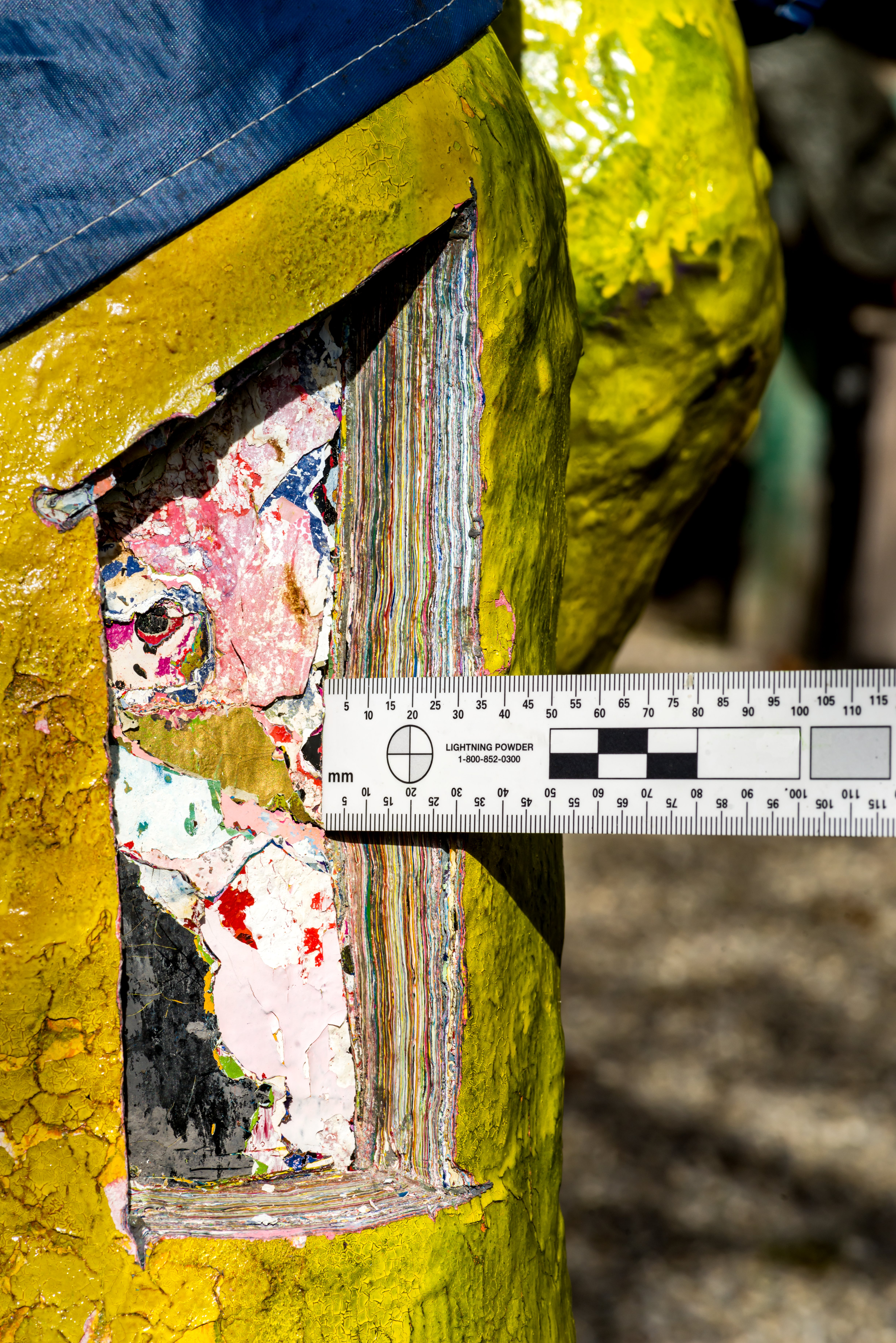
Holbeinpferdle, Restaurierung März 2019, die Schichten sind 35 mm stark

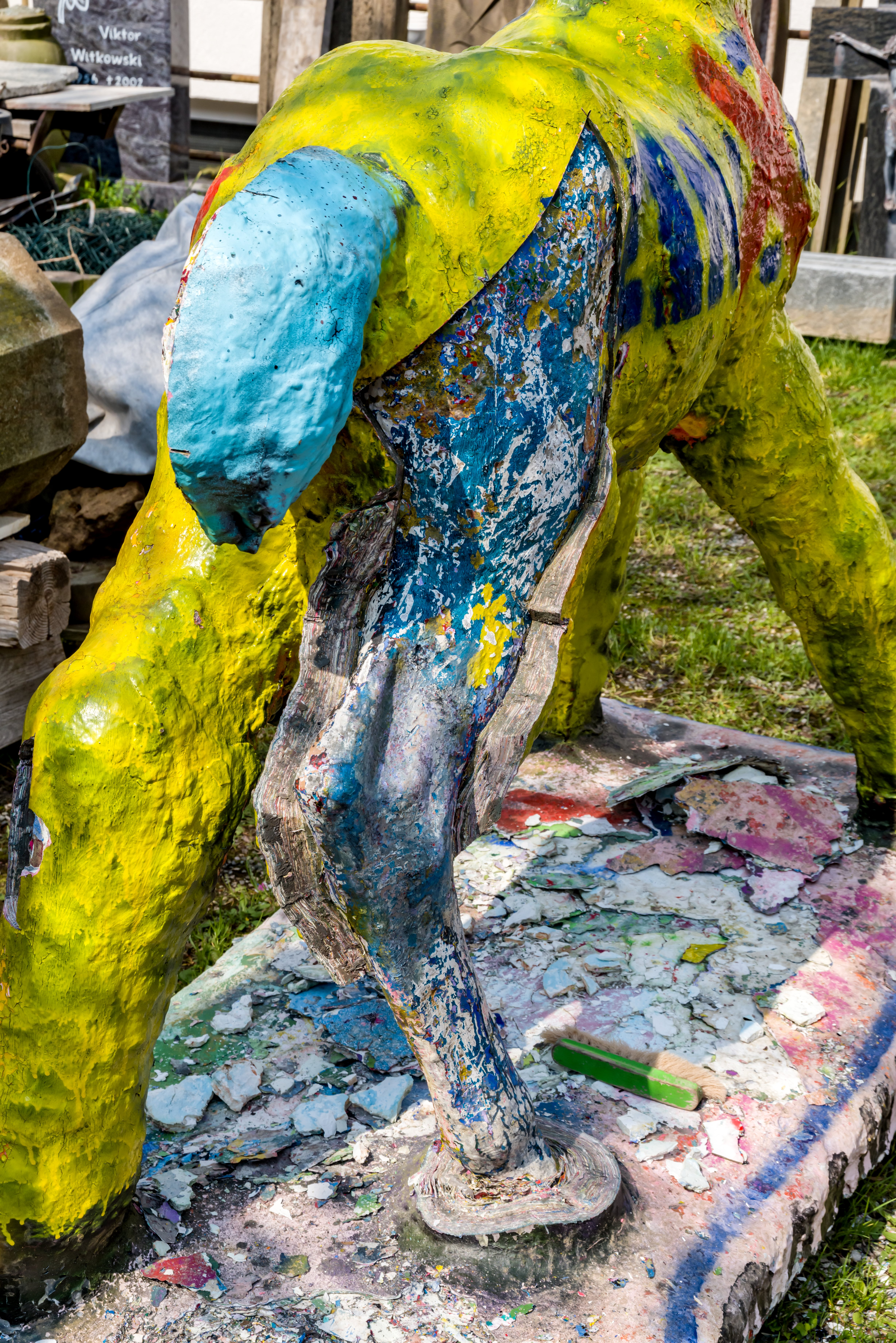
Stand der Restaurierung Mitte April 2019

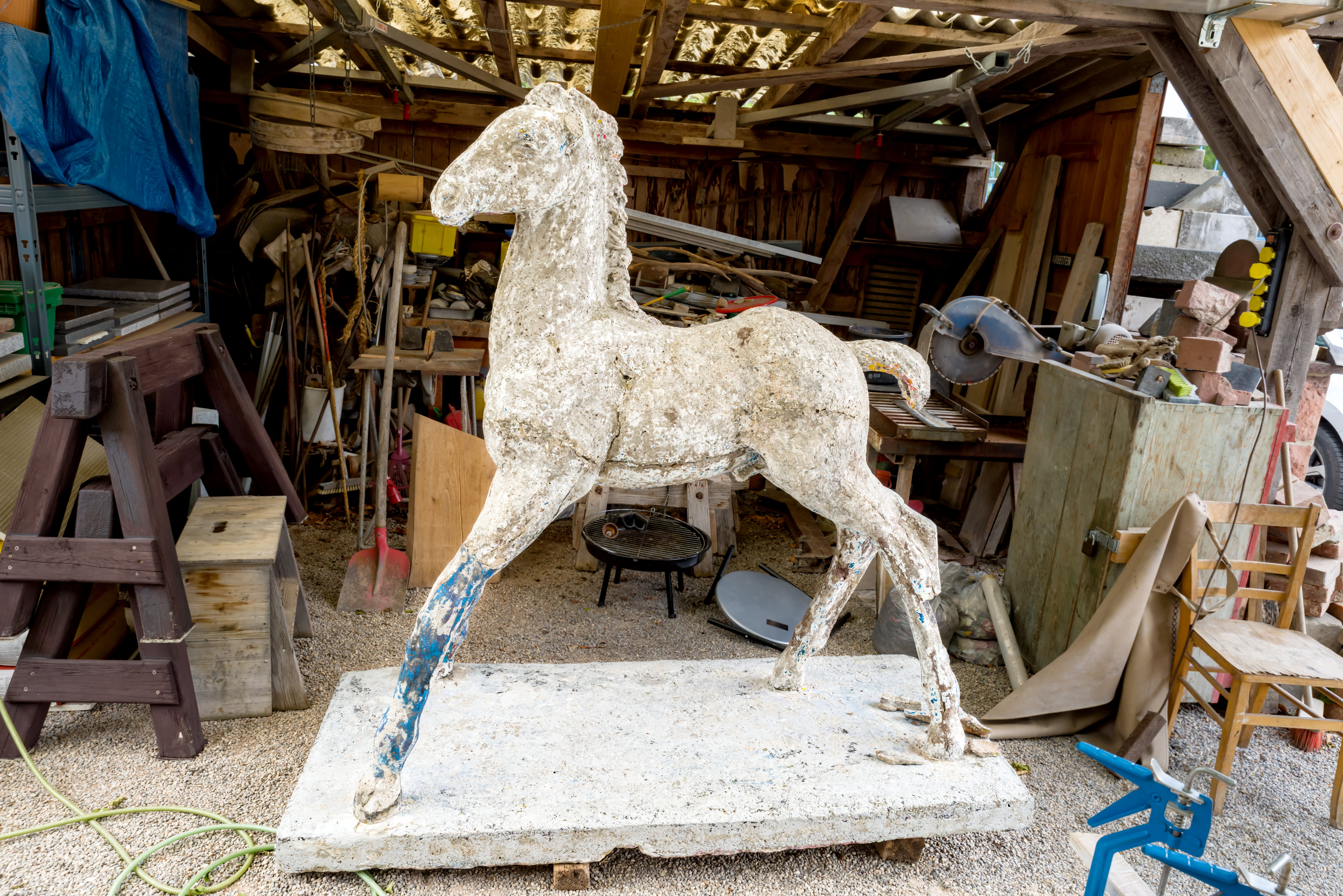
Alle Schichten sind entfernt am 14. Mai 2019. Das Fohlen ist wieder schlank und „nach dem Leben geschaffen“ wie beim Künstler beauftragt

Holbeinpferd oder Holbeinpferdle („Pferdchen“, Pferd mit der alemannischen Diminutiv-Endung ‑le) ist die umgangssprachliche Bezeichnung einer Pferdeplastik in Freiburg im Breisgau im Stadtteil Wiehre, die durch zahlreiche anonyme Umgestaltungen gewisse Bekanntheit erreicht hat.
Der Name der Skulptur ist „Stehendes Fohlen aus Betonguss“.
Das stehende Fohlen aus Betonguss wurde 1936 von dem Bildhauer Werner Gürtner geschaffen. Es ist 1,90 m hoch und lang, wiegt etwa eine Tonne und ist im Besitz der Stadt Freiburg. In den 1950er Jahren wurde das Pferdchen auf einem kleinen Rasenstück zwischen der namensgebenden Holbeinstraße, der Hans-Thoma-Straße und der Günterstalstraße aufgestellt (Straßenbahnlinie 2 nach Günterstal, Haltestelle Holbeinstraße).

## Beschreibung
Seit den frühen 1970er Jahren wird die Skulptur immer wieder von Unbekannten sorgfältig bemalt und dekoriert. Früher geschah dies nur in der Nacht, wird inzwischen aber auch tagsüber gemacht. Dabei wird meist kreativ versucht, ein bestimmtes Thema darzustellen. Das wachsende Medieninteresse regte immer häufiger Unbekannte an, das Pferdchen erneut umzudekorieren. Die Idee, eine Skulptur aktuell zu kostümieren, ist eventuell vom Brüsseler Männeken Pis inspiriert, dem seit dem 17. Jahrhundert diese Ehre zuteilwird – heute allerdings von einem offiziellen Betreuer.
Eine der ersten und zugleich langlebigsten Bemalungen machte das Pferdchen zum Zebra, seither wechselte dessen Erscheinung aber immer schneller. Das Holbeinpferd war bereits inoffizieller Werbeträger (z. B. Milka, Nivea, Uhu), Übermittler von politischen Botschaften (Brent-Spar-Boykott) und Überbringer von Liebesschwüren; es trug Flaggenfarben, Trikots von Fußball- und Radsportteams, Einhorn- und Pegasusapplikationen, fungierte 2003 als Esel für die auf ihm sitzenden Bremer Stadtmusikanten und wurde anlässlich der Verhüllung des Reichstagsgebäudes durch Christo und Jeanne-Claude 1995 gleichfalls verhüllt.
Anfang der 1990er wurden Postkartenserien und Fotos des Pferdchens in seinen diversen Bemalungen verlegt und TV-Beiträge gesendet.

## Vorgeschichte
1936 wurde die damals noch unsignierte Skulptur an Walter Cordes verkauft, der sie später an das Gartenamt in Freiburg weiterverkaufte. Am 28. Mai 1951 wurde es an der Holbeinstraße aufgestellt. Der Neffe von Walter Cordes, ein Tierarzt, hatte Gürtner das Fohlen vermittelt, das ihm  als Modell diente. Auf Wunsch des damaligen Oberbürgermeisters Wolfgang Hoffmann fügte Werner Gürtner in den 1950ern seine Signatur an. Hoffmann verfügte auch Kontrollen, weil anfangs immer wieder Kinder auf dem Pferdle ritten. 1954 bekam es einen mattbraunen Anstrich, was allseits Unmut erregte. In den 1980er Jahren wurde das Pferdchen dreimal restauriert und im Juni 1987 im Sinne Gürtners braun angestrichen. Diese Bemalung war nicht von langer Dauer – das Pferdchen wird immer wieder von Unbekannten umgestaltet. Am 29. März 1990 wurde die Skulptur von einem Auto vom Sockel gestoßen.

## Rechtsstreit um Postkarten
Die Erbengemeinschaft um Elsa Gürtner, der Witwe des Bildhauers, klagte auf Offenlegung der Verkaufsumsätze, die der Fotograf Matthias Wolpert mit Bildern und Postkarten des Holbeinpferdes erzielt hatte. Die Klage mit einem Streitwert von DM 10.000,- wurde 1996 vom Amtsgericht Freiburg abgewiesen mit der Begründung, dass Lichtbilder von Skulpturen gewerblich genutzt werden dürfen, wenn diese im öffentlichen Raum stehen (Panoramafreiheit). Die Kläger legten Berufung ein, und das Landgericht Mannheim bestätigte 1997 das vorinstanzliche Urteil weitgehend, gab aber dem Begehren nach Offenlegung der Umsätze statt (LG Mannheim 14. Februar 1997, 7 S 4/96 „Freiburger Holbein-Pferd“, GRUR 1997, 364).
Die Verurteilung des Fotografen kam nur deshalb zustande, weil dieser durch Bildbearbeitung dem Pferd ein Aussehen gegeben hatte, das es in Wirklichkeit nie hatte (im Nikolauskostüm). Das Gericht betonte, die Zulässigkeit einer Werknutzung nach § 59 UrhG entfalle nicht dadurch, dass Dritte das Werk verändert haben. Eine Verletzung des Verwertungsrechts liege dagegen vor, wenn Fotografien eines Werks vervielfältigt und verbreitet werden, bei denen das vorgefundene Erscheinungsbild des Werks durch fototechnische Maßnahmen verändert wurde.

## Reinigung
Anfangs ließ die Stadt 1981, 1985 und 1987 die Skulptur reinigen. Ein letztes Mal fand 1997 eine Reinigung von einem Steinmetzbetrieb mittels Hochdruckreiniger statt, die der Fotograf Matthias Wolpert bezahlte. Seitdem wurde eine Farbschicht nach der anderen aufgetragen und das Pferd wurde immer unförmiger.

## Restaurierung
Am 20. Februar 2019 wurde es abgebaut, um in der Freiburger Steinmetzwerkstatt Hellstern in Handarbeit von seinen Farbschichten befreit zu werden. Da die Restaurierung länger als gedacht dauerte, kehrte das Pferd erst am 3. Juni 2019 auf seinen Platz zurück.
Bei der Restaurierung wurden ca. 180 kg Farbe, Gips und andere Materialien abgetragen. Gerade diese farbfremden Materialien wie Gips, Zeitung und Tapete trugen viel zu den Schäden bei, da dadurch die Skulptur ständig feucht war. Die Entfernung der äußeren Schicht geschah in zwei Schritten. Erst wurde die Farbe grob mit einer oszillierenden Säge entfernt, danach die letzten Schichten mit dem Hochdruckdampfstrahler. Nach deren Entfernung stellte sich heraus, dass die Skulptur erheblich stärker gelitten hatte als erwartet. Speziell die Beine mussten intensiv restauriert werden, da die innen liegende eiserne Vierkantarmierung Schaden genommen hatte und komplett vom Rost befreit werden musste. Dazu musste auch ein Teil des Betons entfernt und anschließend wieder mit Epoxidharz zusammengefügt werden.  Abschließend bekam es einen Schutzanstrich. Die ganzen Arbeiten nahmen mehr als 80 Stunden Arbeitszeit in Anspruch. Die Kosten von 6.500 Euro trugen Familie Stather und die Stadt Freiburg.
Die Stadt will zukünftig die Bemalung nicht mehr dulden. Schon am nächsten Morgen nach der Wiederaufstellung war das Pferd wieder bemalt, diesmal mit der dänischen Flagge.

## Sonstiges
Kunstfreiheit ist ein Grundrecht und in Deutschland geschützt durch Art. 5 Abs. 3 Grundgesetz (GG).
Das Verfremden von Fotografien kann Kunst sein bzw. wird oft als Kunst rezipiert. Bekannte Beispiele sind die Bearbeitungen, die Andy Warhol an Fotos von Marilyn Monroe vornahm.
Unter Bildbearbeitung wird heute etwas anderes verstanden als zur Zeit des oben genannten Urteils, nämlich das pixelgenaue Bearbeiten am PC. Fototechnische Maßnahmen wurden damals beim Entwickeln im Fotolabor vorgenommen. Dies konnte z. B. die Bildschärfe, die Helligkeit und/oder die Farbigkeit des Bildes beeinflussen.
Inzwischen gibt es ein etwas verändertes Modell des Pferdes aus Polyresin zum Bemalen.

## Das Pferdchen als Kunstträger

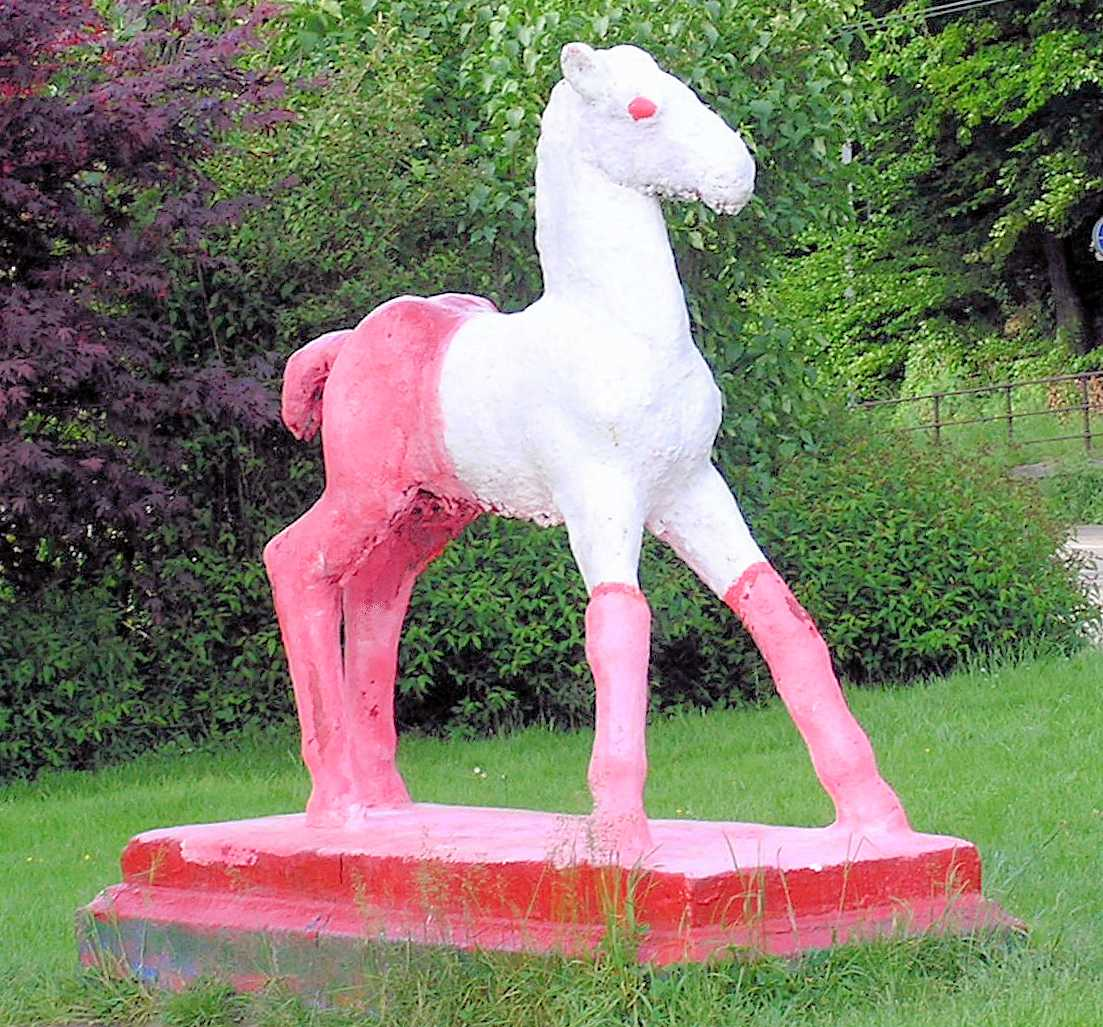
Das Holbeinpferd am 21. Mai 2006
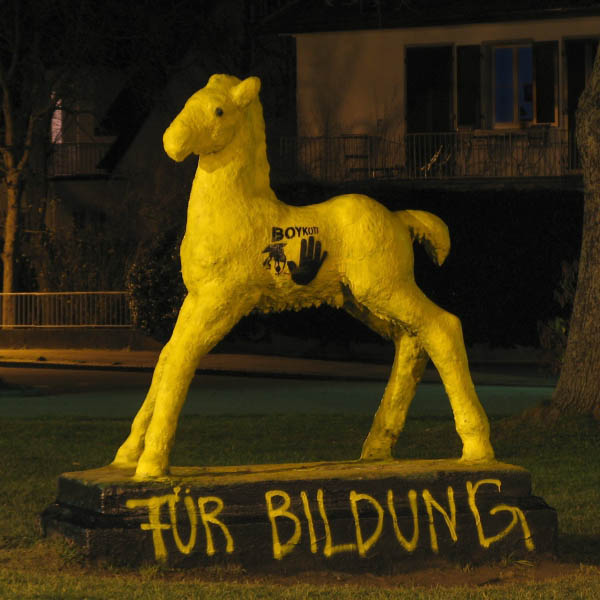
Das Holbeinpferd im Januar 2007
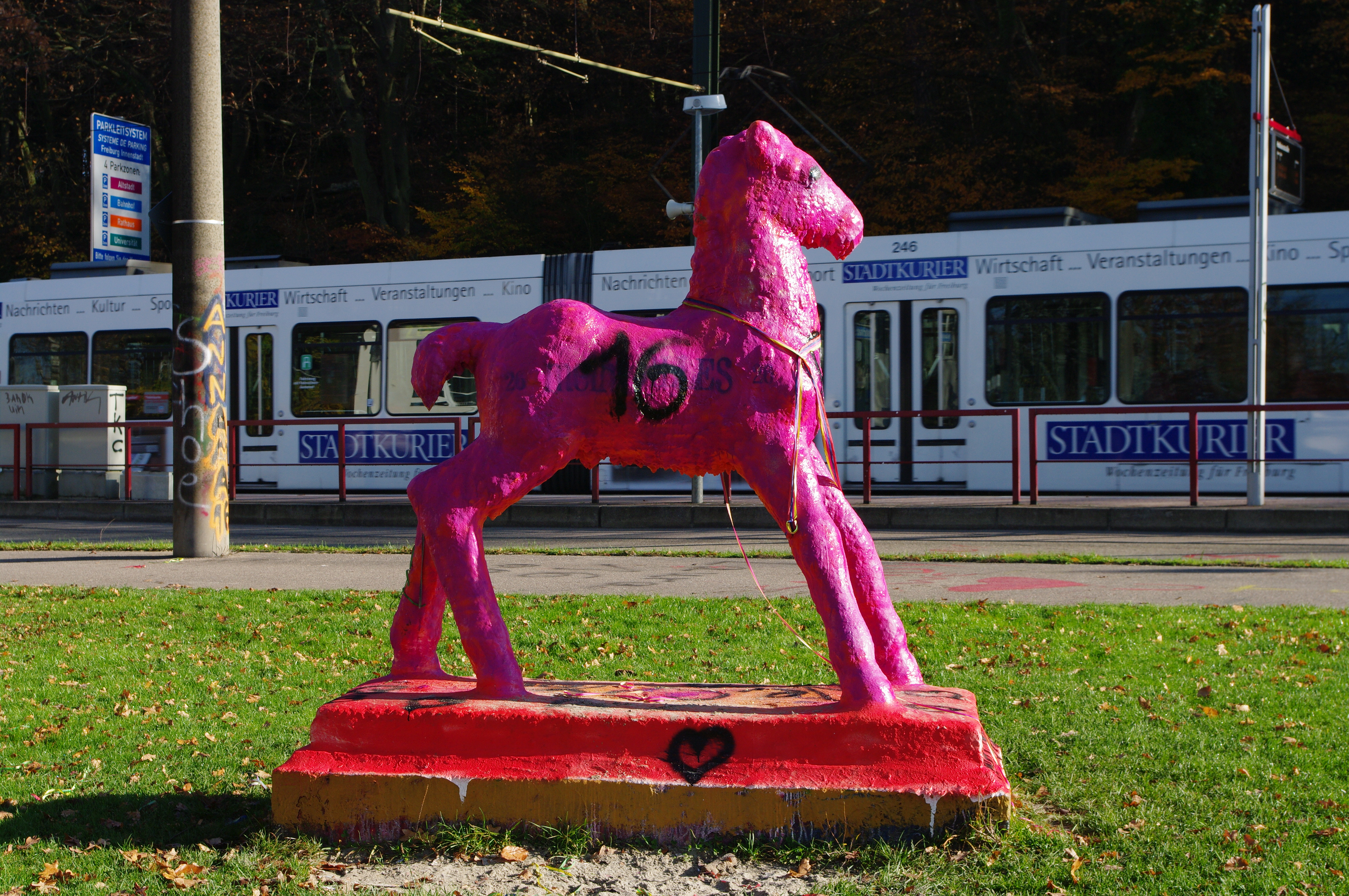
15. November 2008
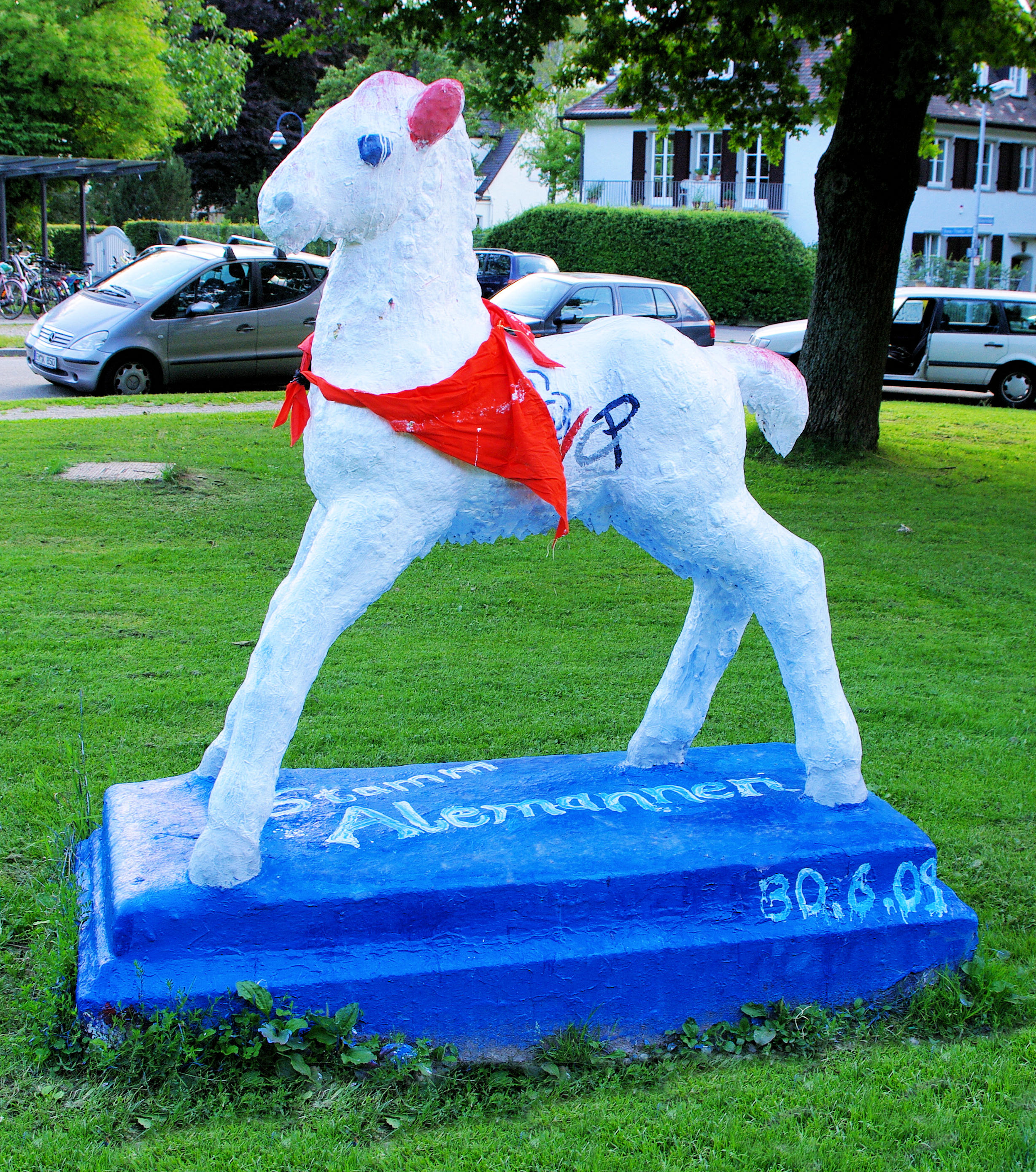
Das Holbeinpferd im Juli 2009
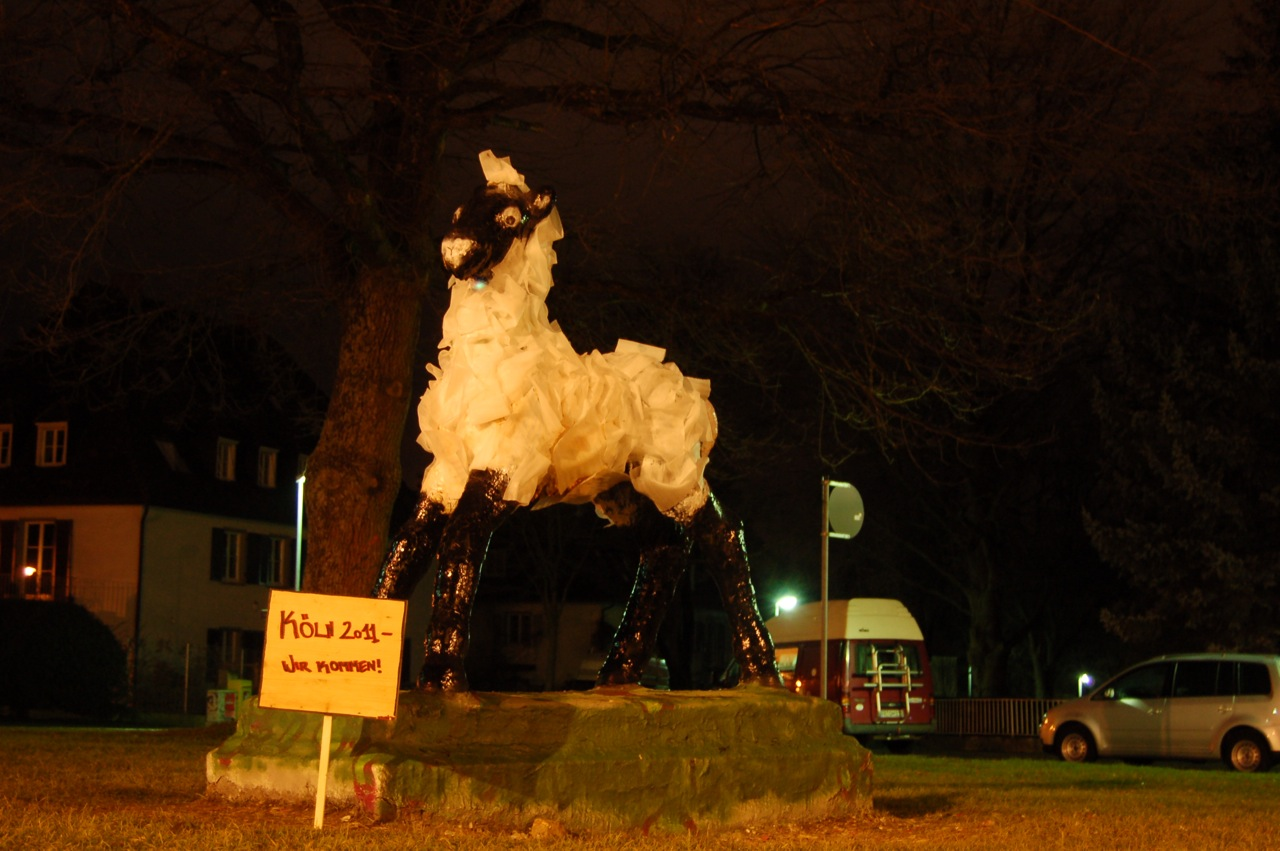
Als Holbeinschaf im Februar 2010
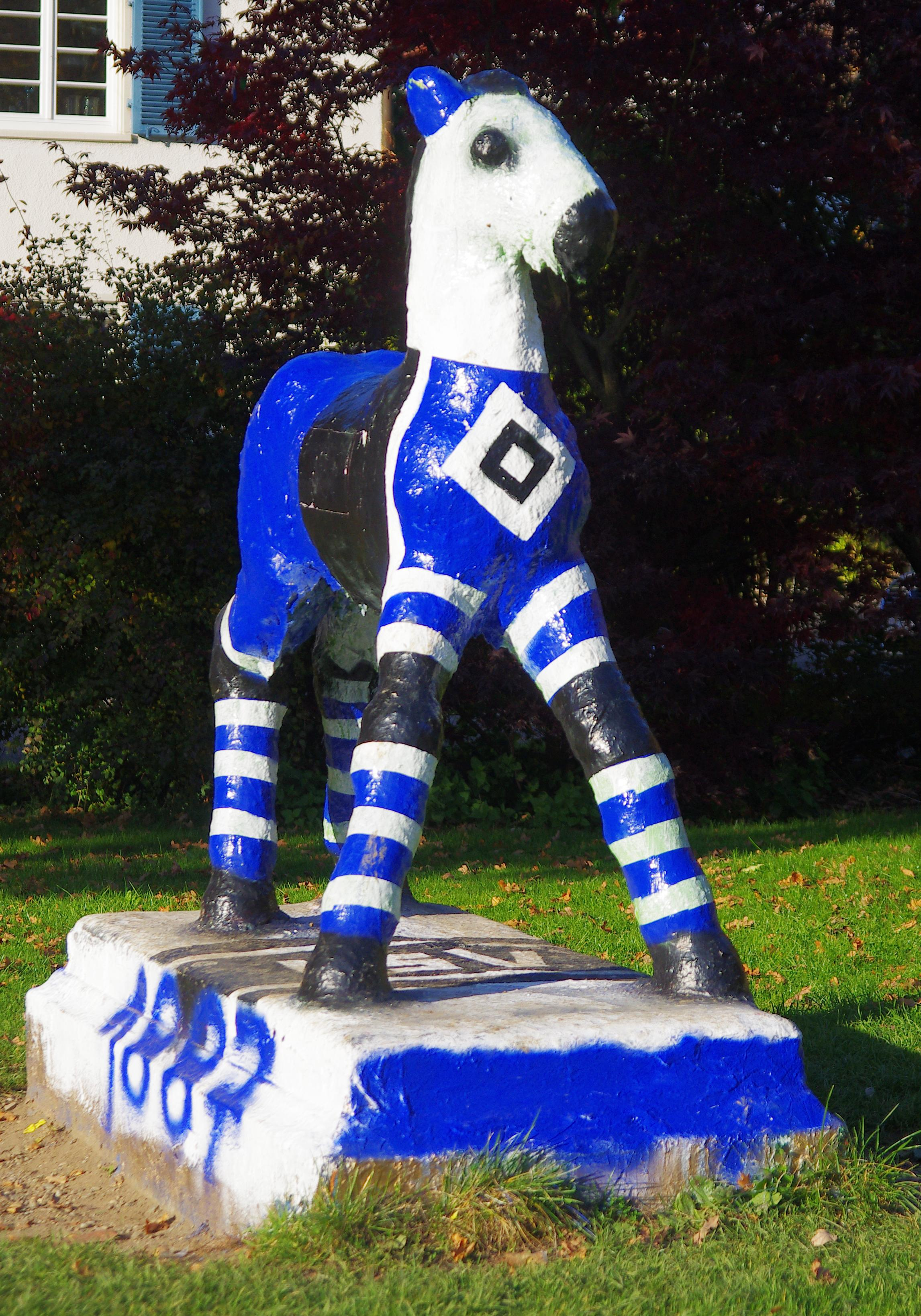
Das Holbeinpferd im November 2011
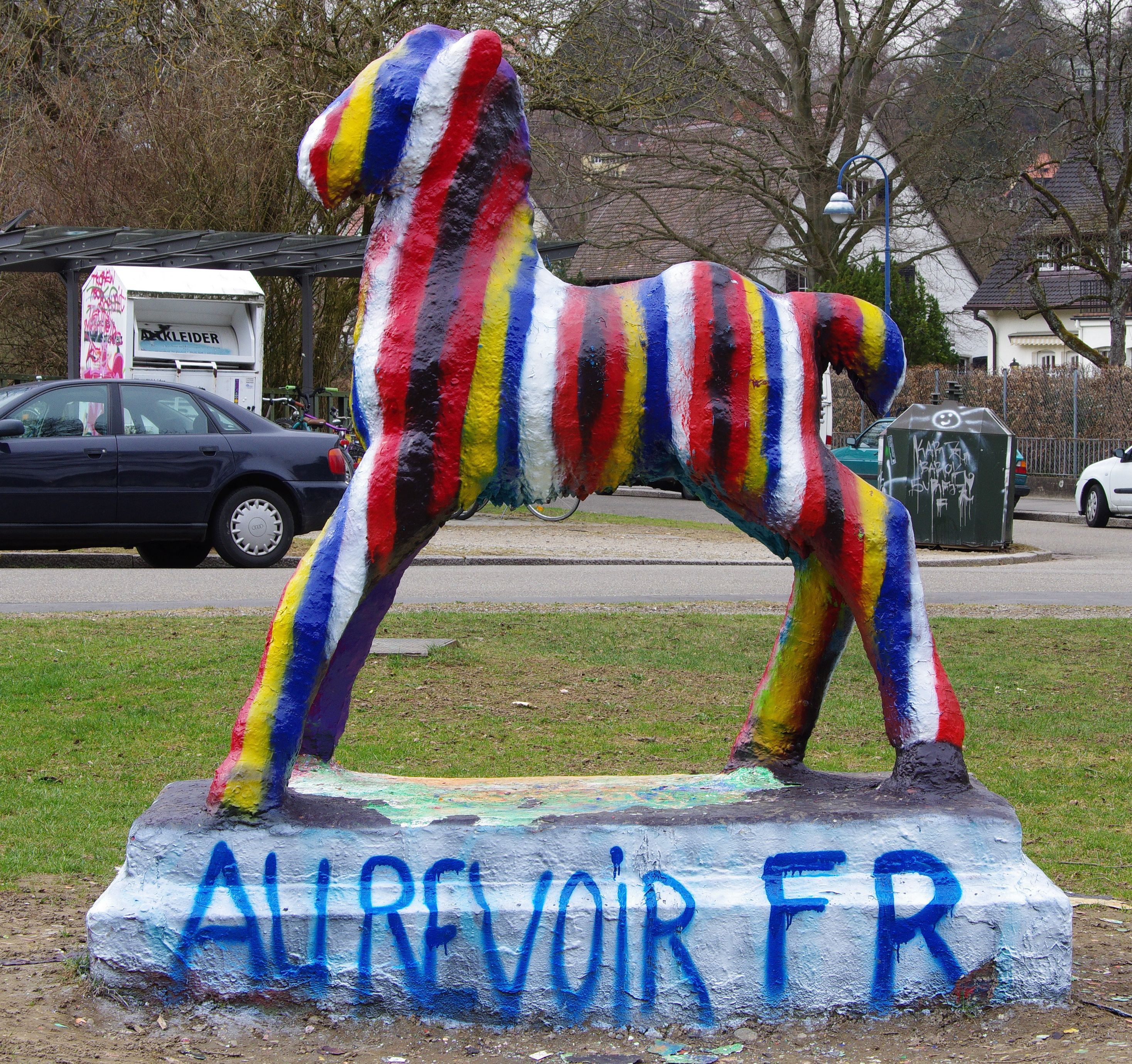
17. März 2012
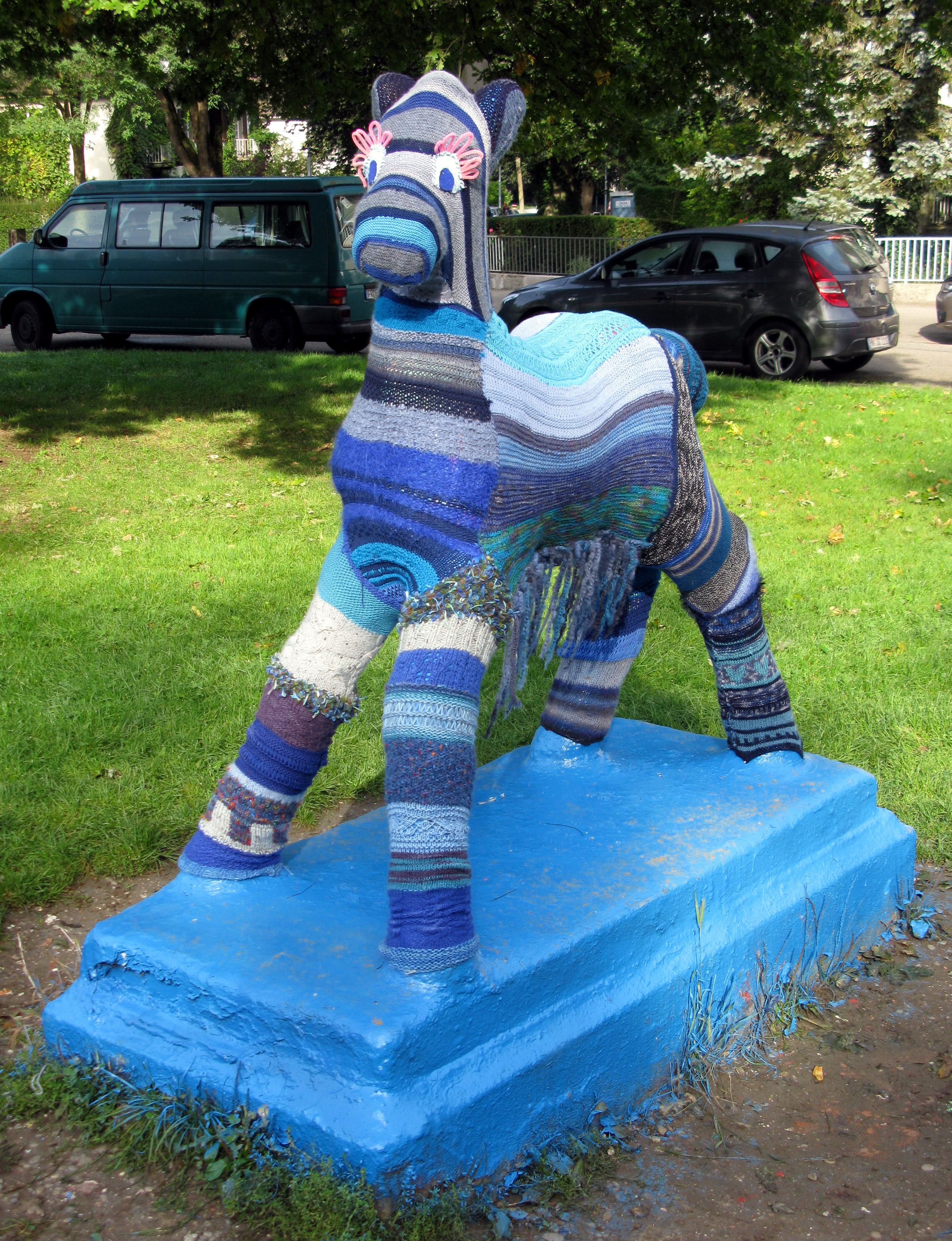
Urban Knitting: Wollbeinpferdle im September 2013
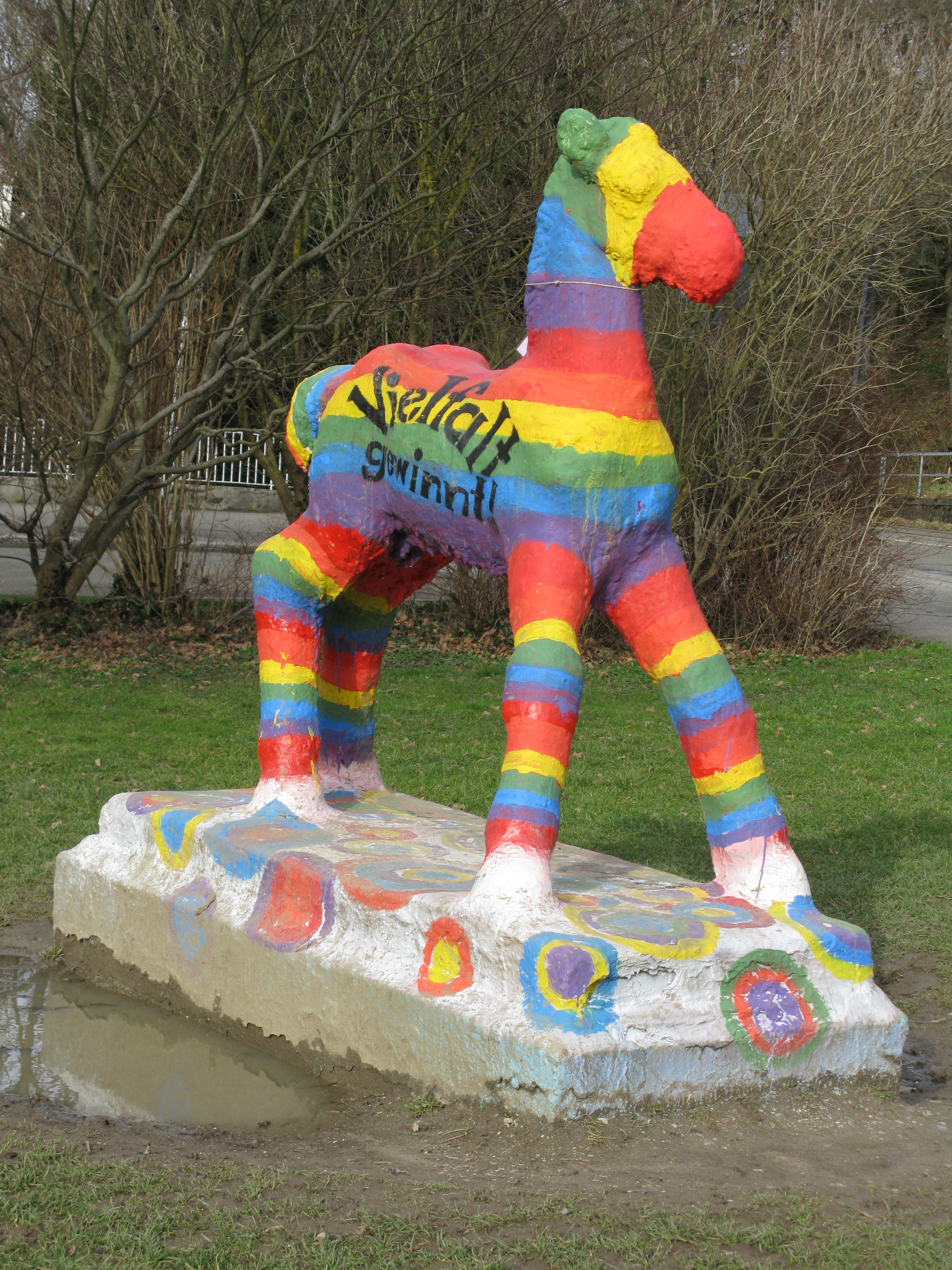
Im Februar 2014 Regenbogenfarben als Symbol für Bildungsplan, für Toleranz und sexuelle Vielfalt an Schulen
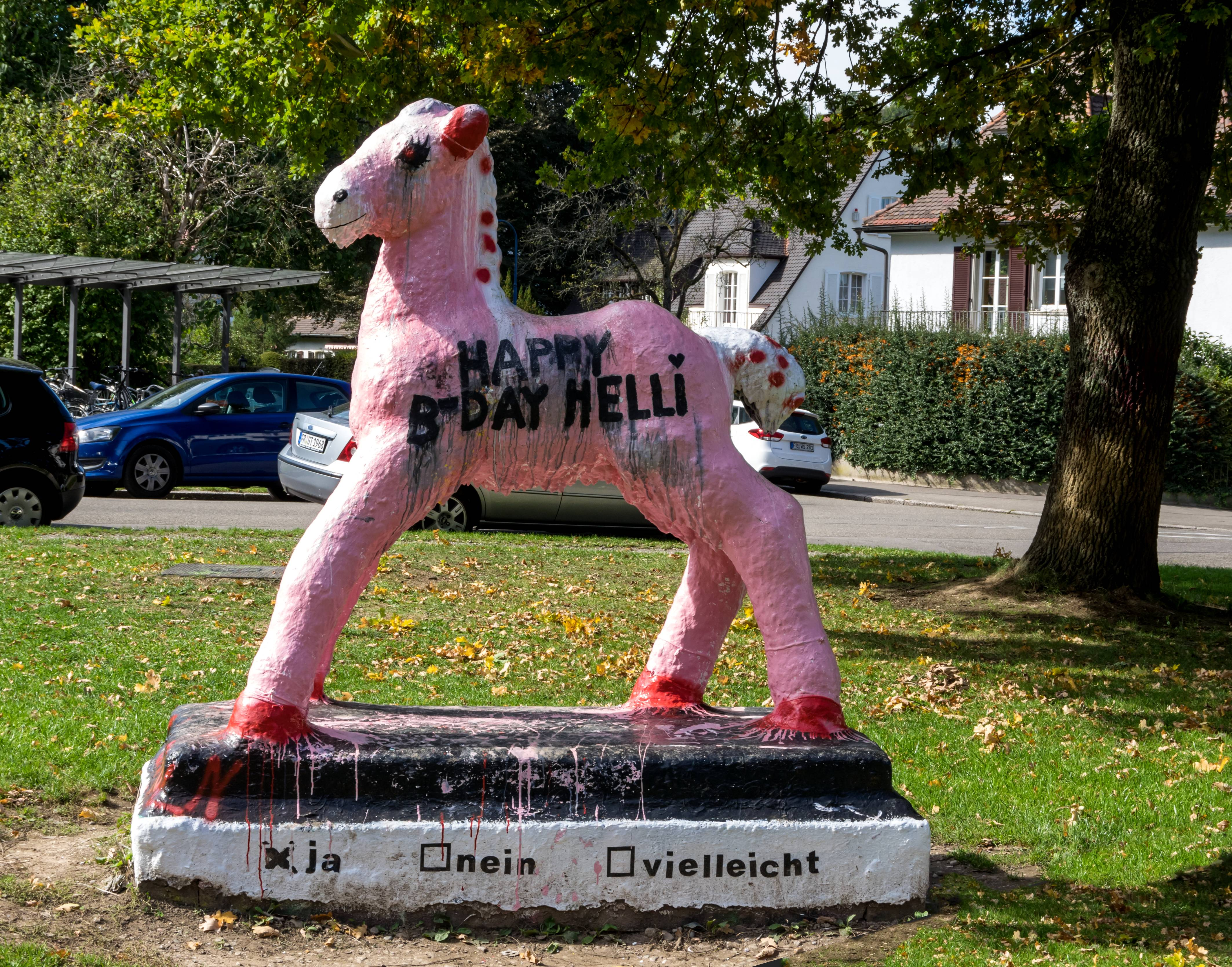
September 2015
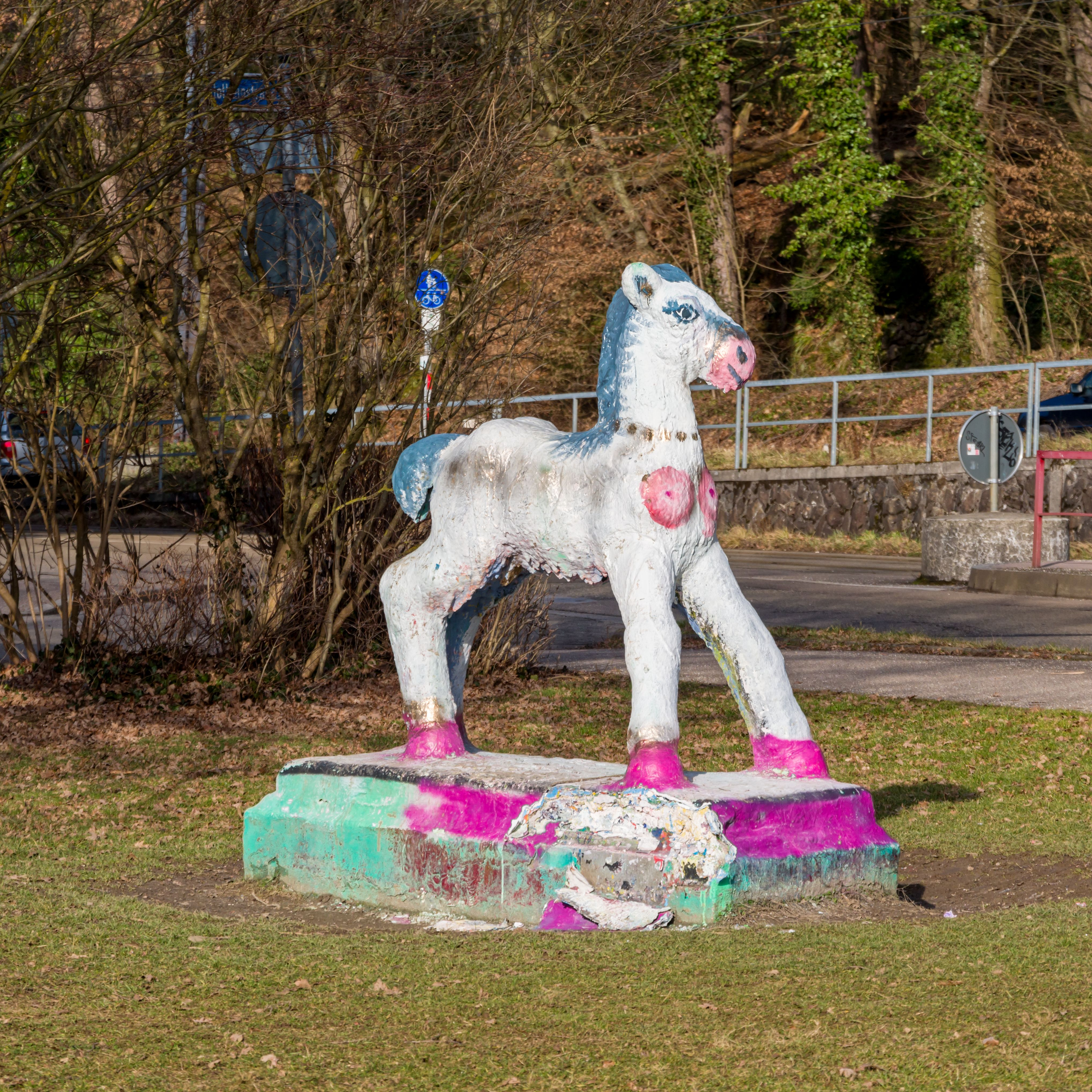
Februar 2017
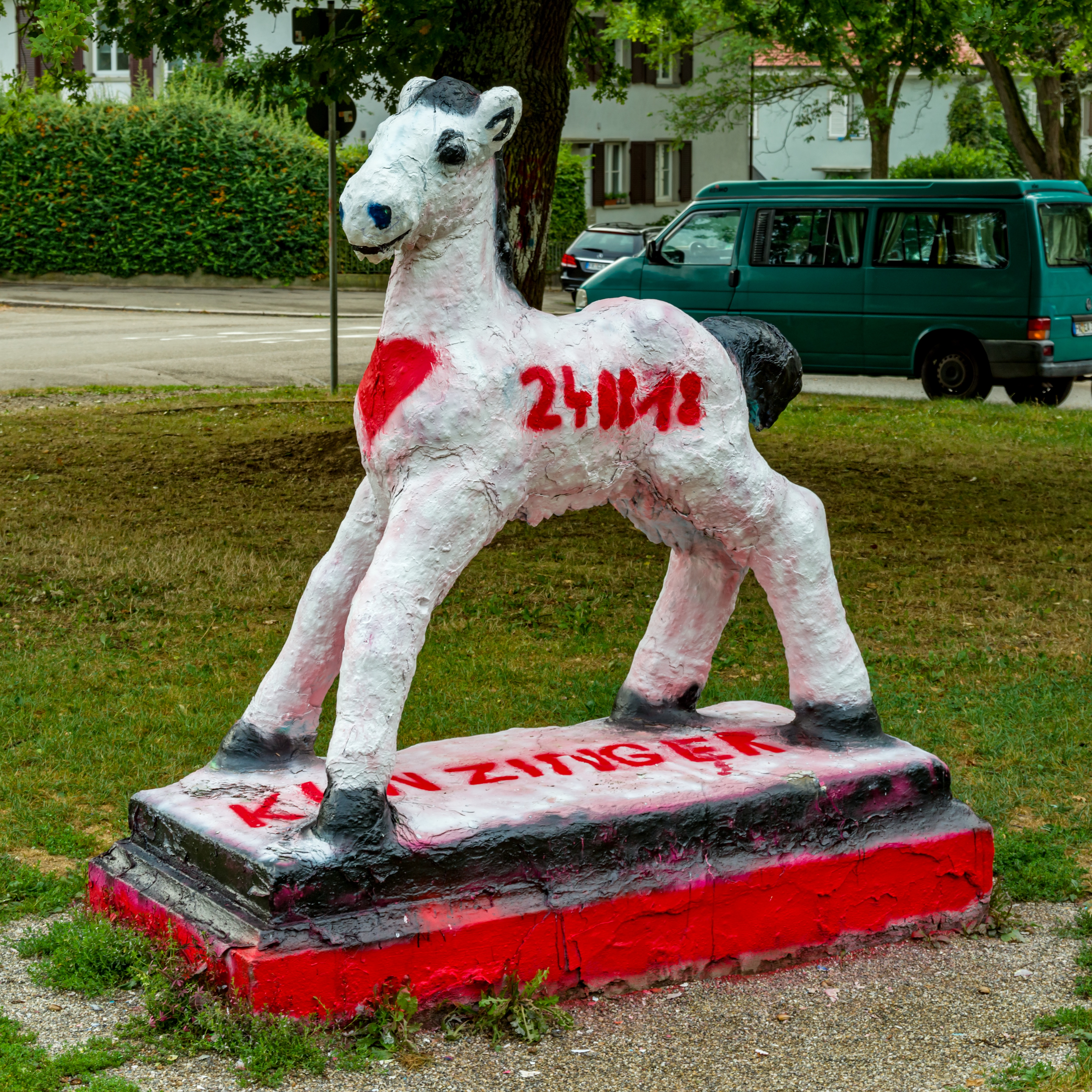
August 2018
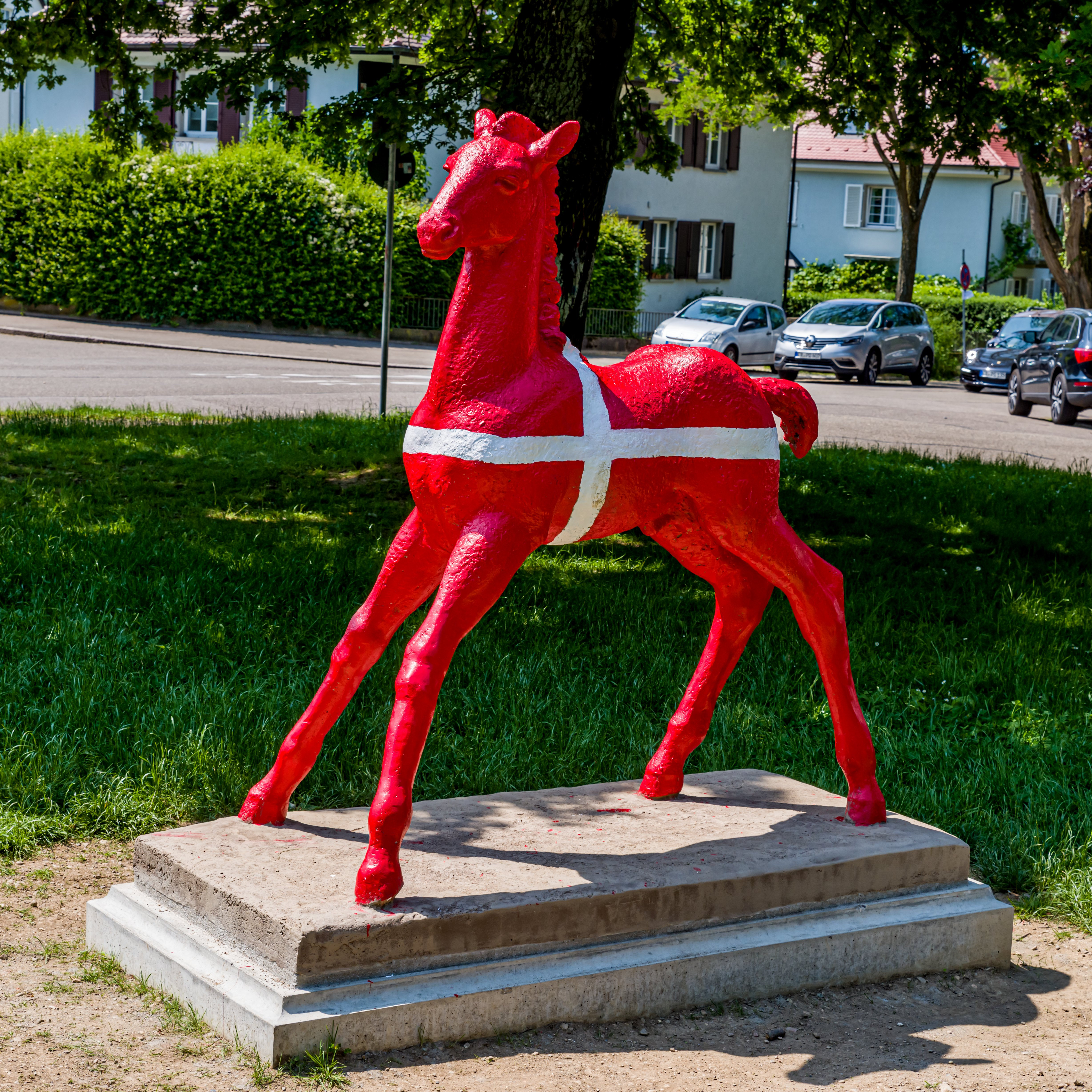
4. Juni 2019, 1. Tag nach der Restaurierung
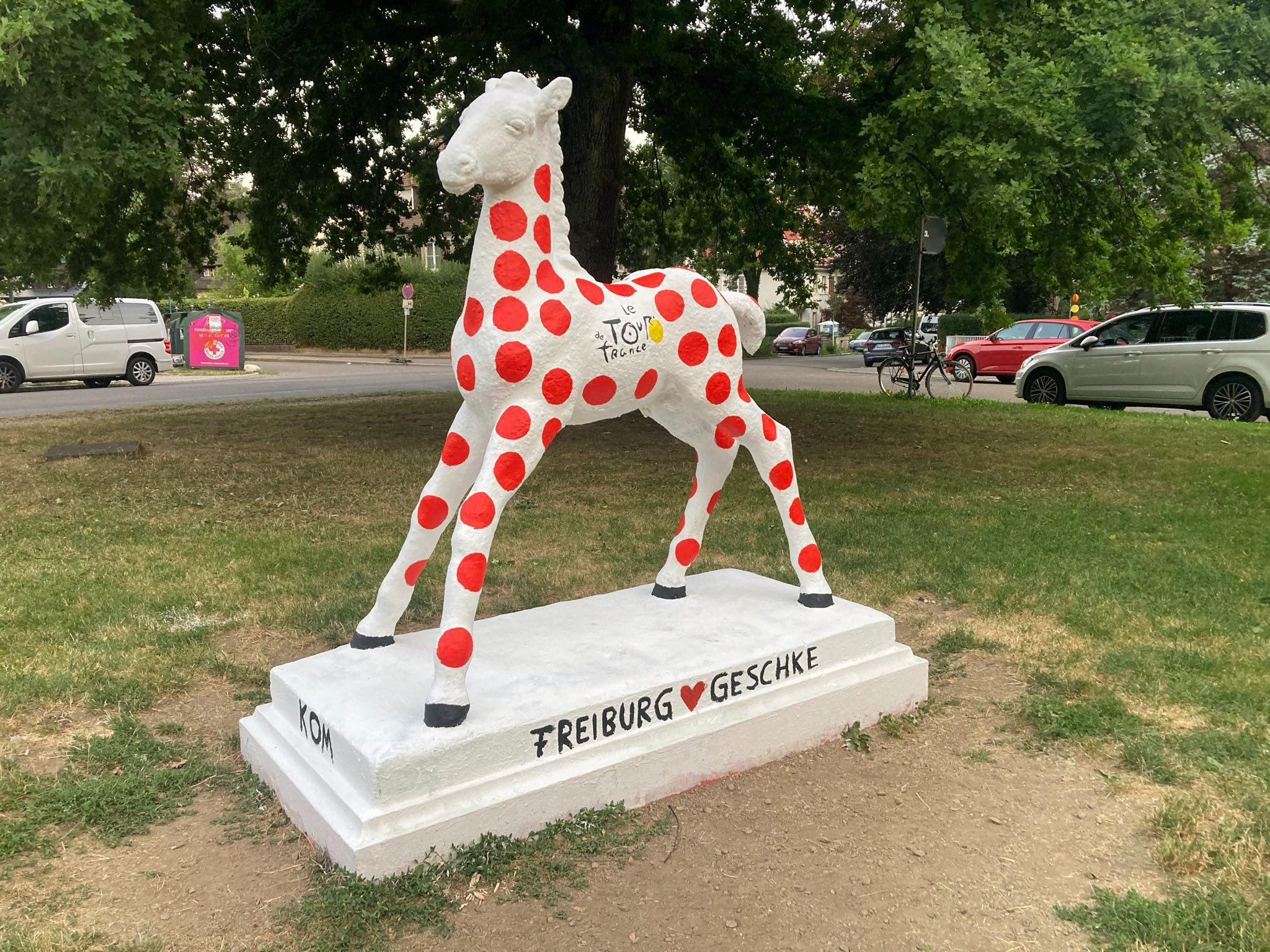
Das Holbeinpferd im Rahmen der Tour de France 2022
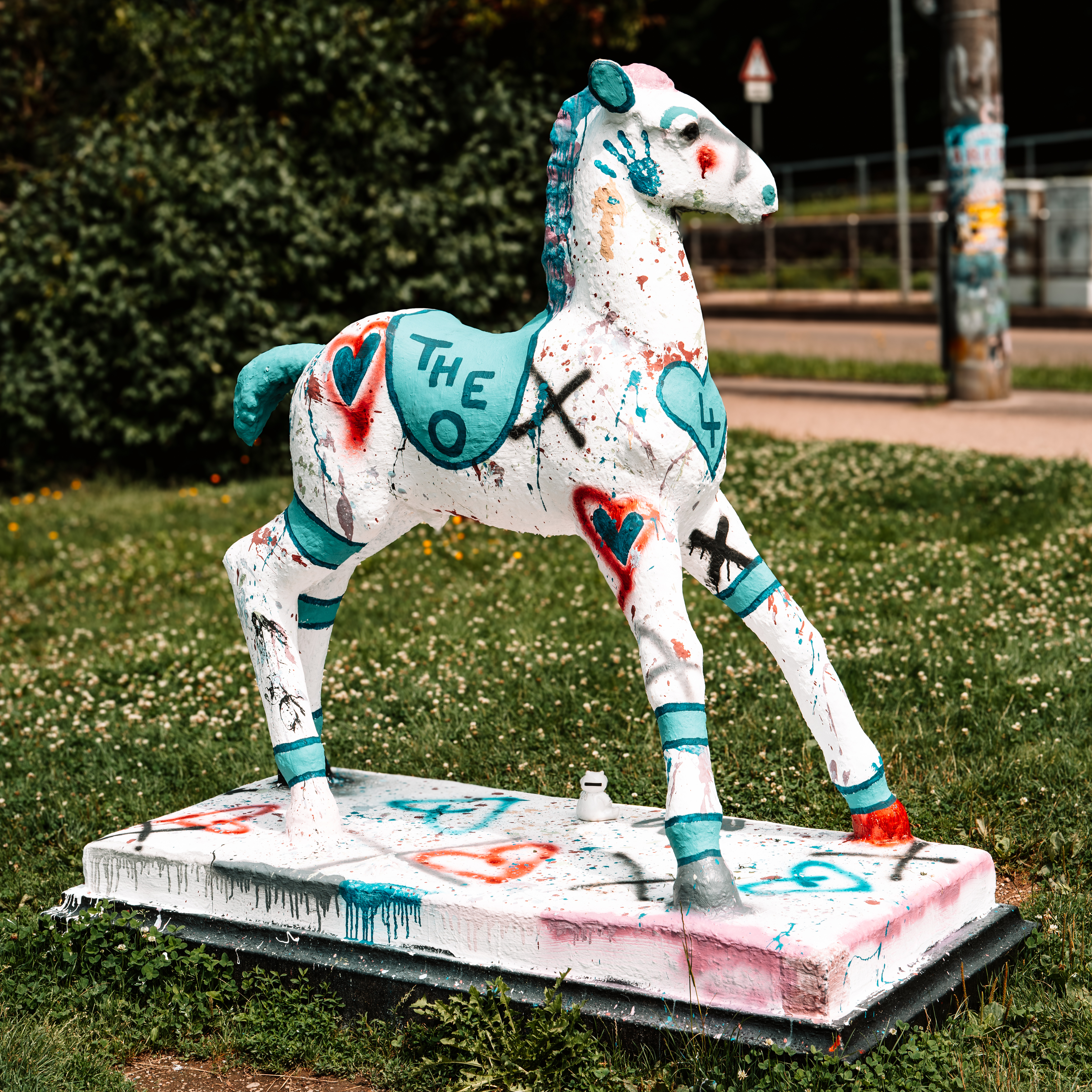
Das Holbeinpferd im Juli 2025